# Luigi Barbieri
Luigi Barbieri (Milano, 3 febbraio 1887 – Como, 11 ottobre 1931) è stato un calciatore italiano, di ruolo portiere.
Morì l'11 ottobre 1931 all'età di 44 anni a seguito di un incidente motociclistico.

## Caratteristiche tecniche
Di professione perito edile, iniziò la carriera nel ruolo di mediano, qualche tempo dopo divenne un portiere. Fu tra i primi ad adoperare la tecnica del tuffo (sui quotidiani dell'epoca indicata con il termine plongeon) per eseguire una parata. Il suo stile era pratico ed efficace, poco avvezzo all'estetica del gesto, quanto piuttosto dedito al raggiungimento del risultato. 
Sportman completo, si cimentò inizialmente nella boxe, conseguendo anche alcune vittorie a livello dilettantistico.

## Vita e carriera
Esordì in maglia rossonera il 10 gennaio 1909 in Milan-Inter (3-2), nella stagione 1909.
Con il Milan ha totalizzato 104 presenze ed un gol, siglato nella stagione 1909-1910 contro il Torino (sconfitta per 6-2). È ricordato come il primo grande portiere della storia dei rossoneri, con i quali conquistò la Coppa Federale nel 1915-16.
Combatté poi la Prima guerra mondiale da tenente aviatore degli Alpini, e divenne in seguito membro dell'Aero-Club "Emilio Pensuti" di Taliedo.
Era sposato con due figli.
Il mattino di domenica 11 ottobre 1931 con un gruppo di amici motociclisti si recò a Como a vedere l'arrivo nel lago del super-idrovolante Umberto Maddalena. Al ritorno nel pomeriggio, nei pressi di Vertemate con Minoprio venne falciato da un automobilista, che dopo essersi fermato, resosi conto della gravità del fatto fuggì. Ferito al torace ma cosciente, venne trasportato in ospedale a Como, ove sopraggiungendo un'emorragia polmonare chiese e ottenne l'estrema unzione prima di spegnersi.
A Milano il corteo funebre, gremito di Alpini, giornalisti, aviatori, calciatori, dirigenti e arbitri, ebbe conclusione, per il funerale, nella chiesa della S.S. Trinità (non più esistente), nel Borgo degli Ortolani. Barbieri è stato poi portato al Cimitero Monumentale, e tumulato in un colombaro.

## Statistiche

### Presenze e reti nei club
| Stagione        | Squadra         | Campionato      | Campionato | Campionato | Coppe nazionali | Coppe nazionali | Coppe nazionali | Coppe continentali | Coppe continentali | Coppe continentali | Altre coppe | Altre coppe | Altre coppe | Totale | Totale |
| Stagione        | Squadra         | Comp            | Pres       | Reti       | Comp            | Pres            | Reti            | Comp               | Pres               | Reti               | Comp        | Pres        | Reti        | Pres   | Reti   |
| --------------- | --------------- | --------------- | ---------- | ---------- | --------------- | --------------- | --------------- | ------------------ | ------------------ | ------------------ | ----------- | ----------- | ----------- | ------ | ------ |
| 1908-1909       | Milan           | PC              | 1          | 0          | -               | -               | -               | -                  | -                  | -                  | -           | -           | -           | 1      | 0      |
| 1909-1910       | Milan           | PC              | 12         | -7         | -               | -               | -               | -                  | -                  | -                  | -           | -           | -           | 12     | -7     |
| 1910-1911       | Milan           | PC              | 16         | -19        | -               | -               | -               | -                  | -                  | -                  | -           | -           | -           | 16     | -19    |
| 1911-1912       | Milan           | PC              | 18         | -10        | -               | -               | -               | -                  | -                  | -                  | -           | -           | -           | 18     | -10    |
| 1912-1913       | Milan           | PC              | 17         | -13        | -               | -               | -               | -                  | -                  | -                  | -           | -           | -           | 17     | -13    |
| 1913-1914       | Milan           | PC              | 14         | -17        | -               | -               | -               | -                  | -                  | -                  | -           | -           | -           | 14     | -17    |
| 1914-1915       | Milan           | PC              | 18         | -18        | -               | -               | -               | -                  | -                  | -                  | -           | -           | -           | 18     | -18    |
| 1915-1916       | Milan           | -               | -          | -          | -               | -               | -               | -                  | -                  | -                  | CF          | 3           | -2          | 3      | -2     |
| 1916-1917       | Milan           | -               | -          | -          | -               | -               | -               | -                  | -                  | -                  | CRL         | 5           | -4          | 5      | -4     |
| Totale Milan    | Totale Milan    | Totale Milan    | 96         | -84        |                 | -               | -               |                    | -                  | -                  |             | 8           | -6          | 104    | -90    |
| Totale carriera | Totale carriera | Totale carriera | ?          | ?          |                 | ?               | ?               |                    | ?                  | ?                  |             | ?           | ?           | ?      | ?      |

## Palmarès

### Giocatore

#### Club
- Coppa Federale: 1

Milan: 1915-1916